# Penney Ravine
Penney Ravine ist eine kleine Schlucht auf der Ardery-Insel im Archipel der  Windmill-Inseln vor der Budd-Küste des ostantarktischen Wilkeslands. Sie liegt auf der Nordseite der Insel westlich ihres Zentrums.
Ein Biologenteam der Wilkes-Station entdeckte sie im Februar 1960. Das Antarctic Names Committee of Australia benannte sie nach dem US-amerikanischen Biologen Richard Lee Penney (1935–1993), der von 1959 bis 1960 auf der Wilkes-Station tätig war. 